# Savona (New York)
Savona è un villaggio degli Stati Uniti d'America nella contea di Steuben nello Stato di New York. La popolazione era di 822 abitanti al censimento del 2000. Il villaggio prende il nome dall'omonima città di Savona in Italia.
Il villaggio di Savona si trova nella parte est del comune di Bath. Il villaggio sorge all'intersezione delle Routes 226, 415 e della Interstate 86.

## Storia
Il nome "Mud Creek" fu associato al villaggio nel XIX secolo. Il villaggio venne incorporato nel 1883.
Il villaggio finì sotto i riflettori nel 1993 in seguito al brutale omicidio del giovane Derrick Robie, di soli 4 anni, da parte del tredicenne Eric Smith.

## Geografia fisica
Savona è situata a 42°17′07″N 77°13′08″W (42.285283, -77.218814).
Secondo lo United States Census Bureau, ha un'area totale di 1,0 miglia quadrate (2,6 km²).

## Società

### Evoluzione demografica
Secondo il censimento del 2000, c'erano 822 persone.

### Etnie e minoranze straniere
Secondo il censimento del 2000, la composizione etnica della città era formata dal 98,54% di bianchi, lo 0,49% di nativi americani, lo 0,12% di asiatici, lo 0,24% di altre razze, e lo 0,61% di due o più etnie. Ispanici o latinos di qualunque razza erano lo 0,61% della popolazione.